# 畢加索博物館 (巴黎)
畢卡索美術館（法語：Musée Picasso）是位於法國首都巴黎第三區的一座美術館。也稱國立巴黎畢卡索美術館（法語：Musée National Picasso ,Paris）。美術館主要收藏畢卡索的作品。建築物本身則修建於1656年至1659年期間，在1964年被巴黎市政府買走，並改為美術館。在2009年至2011年期間，美術館進行整修，並藉此機會將展品在世界各地展出。2014年，畢卡索美術館重新開館。

## 外部連結
- 官方网站

48°51′35.03″N 2°21′44.78″E / 48.8597306°N 2.3624389°E